# 哈尔滨建筑大学
哈尔滨建筑大学是黑龙江省哈尔滨市曾经存在的一所高等院校。

## 历史
- 1959年哈尔滨工业大学（土木系）改建为哈尔滨建筑工程学院
- 1963年哈尔滨建筑工程学院（河川枢纽及水电站建筑专业）并入北京水利水电学院。
- 1994年哈尔滨建筑工程学院更名为哈尔滨建筑大学。
- 2000年哈尔滨建筑大学并入哈尔滨工业大学。